# Илиджиево (дем)
 Тази статия е за административната единица.  За селото вижте Илиджиево.  
Илиджиево (на гръцки: Δήμος Χαλκηδόνας, Димос Халкидонас) е дем в област Централна Македония на Република Гърция. Център на дема е село Куфалово (Куфалия).

## Селища
Дем Илиджиево е създаден на 1 януари 2011 година след обединение на три стари административни единици – демите Илиджиево, Кавакилево и Куфалово по закона Каликратис.

### Демова единица Илиджиево
Според преброяването от 2001 година демът има 10 001 жители и в него влизат следните демови секции и селища:
- Демова секция Илиджиево

- село Илиджиево (Яйладжиево, Яйладжик, Χαλκηδόνα, Халкидона)

- Демова секция Даутово

- село Даутово (Даутче, Даутчи, Ελεούσα, Елеуса)

- Демова секция Зорбатово

- село Зорбатово (Зорбат, Μικρό Μοναστήρι, Микро Монастири)
- село Лудиас (Λουδίας)

- Демова секция Кърджалиево

- село Кърджалиево (Кърджалар, Άδενδρο, Адендро)

- Демова секция Сараклово

- село Саръчево (Сараклово, Саръдже, Саръджар, Βαλτοχώρι, Валтохори)

- Демова секция Чохалари

- село Чохалари (Παρθένι, Партенио)

### Демова единица Каваклиево
Според преброяването от 2001 година дем Каваклиево (Δήμος Αγίου Αθανασίου) има 14 387 жители и в него влизат следните демови секции и селища:
- Демова секция Каваклиево

- село Каваклиево (Άγιος Αθανάσιος, Агиос Атанасиос)

- Демова секция Бугариево

- село Бугариево (Νέα Μεσημβρία, Неа Месимврия)

- Демова секция Ватилък

- село Ватилък (Ватилак, Кадикьой, Βαθύλακκος, Ватилакос)

- Демова секция Ингилизово

- село Ингилизово (Ингилиз, Αγχίαλος, Анхиалос)

- Демова секция Коритен

- село Коритен (Ξηροχώρι, Ксирохори)
- село Балейка (на гръцки Μπαλαίικα)

- Демова секция Топчиево

- село Топчиево (Топчиово, Топсин, Γέφυρα, Гефира)

На територията на демовата единица е и заличеното село Дърмица (Димари).

### Демова единица Куфалово
Според преброяването от 2001 година дем Куфалово (Δήμος Κουφαλίων) има 10 757 жители и в него влизат следните демови секции и селища:
- Демова секция Куфалово

- град Куфалово (Κουφάλια, Куфалия)

- Демова секция Доганджиево

- село Доганджиево (Πρόχωμα, Прохома)
- село Ехлово (Яхали, Ακροπόταμος, Акропотамос)
- село Караглово (Кара Оглу, Καστανάς, Кастанас)